# Kildwick
Kildwick – wieś w Anglii, w hrabstwie North Yorkshire, w dystrykcie (unitary authority) North Yorkshire. Leży 60 km na zachód od miasta York i 295 km na północny zachód od Londynu. W 2001 miejscowość liczyła 191 mieszkańców.